# Cantharidae
Famille
Les Cantharidae ou Cantharidés sont une famille de coléoptères, proches de la famille des Lampyridae (comprenant les Lampyres et les Lucioles), mais qui ne sont pas en mesure de produire de la lumière. Ils sont cosmopolites de par leur domaine de distribution.
Historiquement, ces coléoptères ont d'abord été placés dans une super-famille : les "Cantharoidea", qui a été englobée par la super-famille des Elateroidea, le nom est encore parfois utilisé pour regrouper les familles des Cantharidae, Drilidae, Lampyridae, Lycidae, Omalisidae, Omethidae, Phengodidae (qui comprend les Telegeusidae) et Rhagophthalmidae.
Insectes butineurs et pollinisateurs, leur population peut être augmentée par la plantation de plantes à nectar telles que les Solidago ou les Asclepias.

## Description
Leur taille varie généralement entre 1-15 mm. Les cantharides ont un corps allongé aux côtés droits et aplatis. Leur cuticule est douce et relativement molle au toucher. Les yeux sont bien visibles et ils possèdent de longues antennes segmentées en onze parties. La femelle a sept segments abdominaux et le mâle en a huit.

## Écologie et développement

### Cycle de vie

Accouplement de Cantharidae dans le parc national de Stenshuvud en Suède. Juillet 2009.

Ces insectes ont un développement holométabole.

#### Adulte

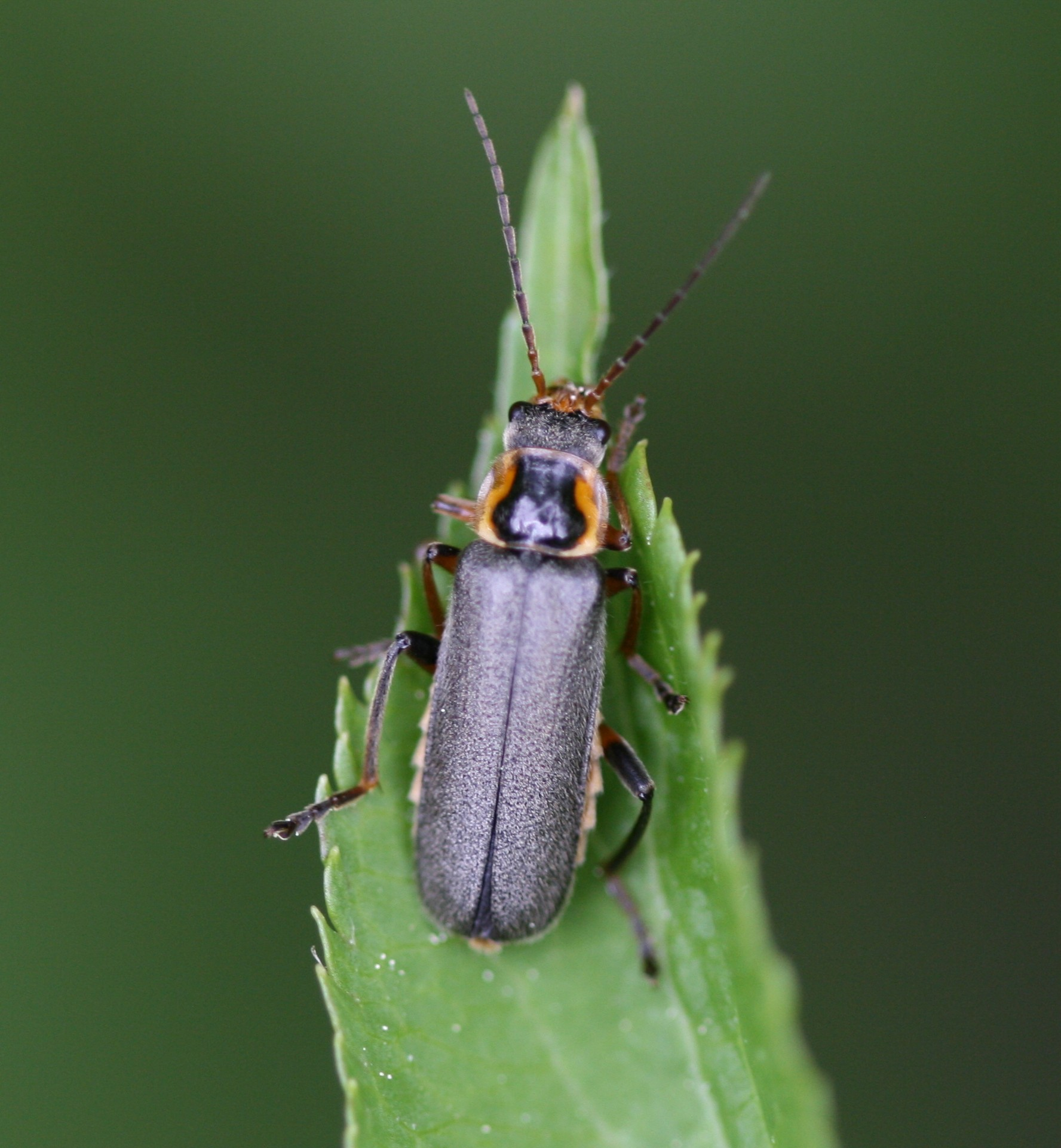
Adulte de Cantharis nigricans

Les adultes sont des prédateurs d'insectes et d'autres invertébrés. Plusieurs espèces ont été observées s'attaquant à des colonies de pucerons. Ils s'alimentent également du nectar et du pollen des fleurs,. La biologie de la plupart des espèces de Cantharidae est mal connue.
En Amérique du Nord, la plupart des espèces émergent au printemps ou en été. Les adultes ne vivent pas longtemps. Ils sont particulièrement actifs pendant la journée lorsque les températures ne sont pas trop chaudes. De nombreuses espèces sont actives durant la nuit.

#### Larves

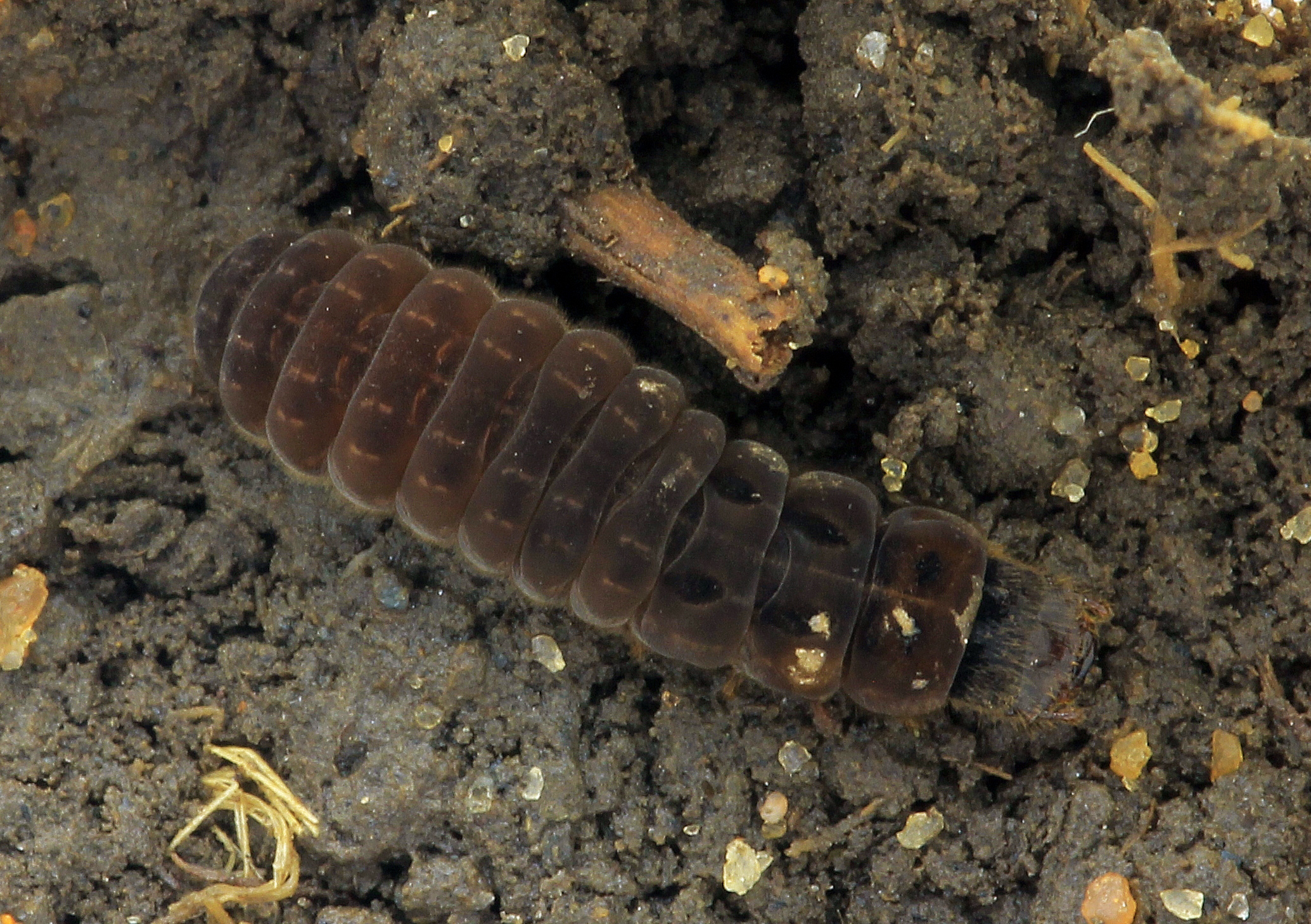
Larve de Cantharis rufa

Les larves ont généralement une apparence de velours à la coloration brun foncé ou grise. Elles ressemblent à des vers avec une apparence ridée en raison de la segmentation. Elles consomment des œufs de sauterelles, des pucerons, des chenilles et autres insectes à corps mou dont la plupart sont des ravageurs.
Chez certaines espèces, les larves se retrouvent sur les feuillages où elles se nourrissent de petits invertébrés. Chez d'autres, elles se retrouvent sur le sol ou dans le sol et se nourrissent de vers de terre, de larves de diptères ou de lépidoptères.

#### Nymphe

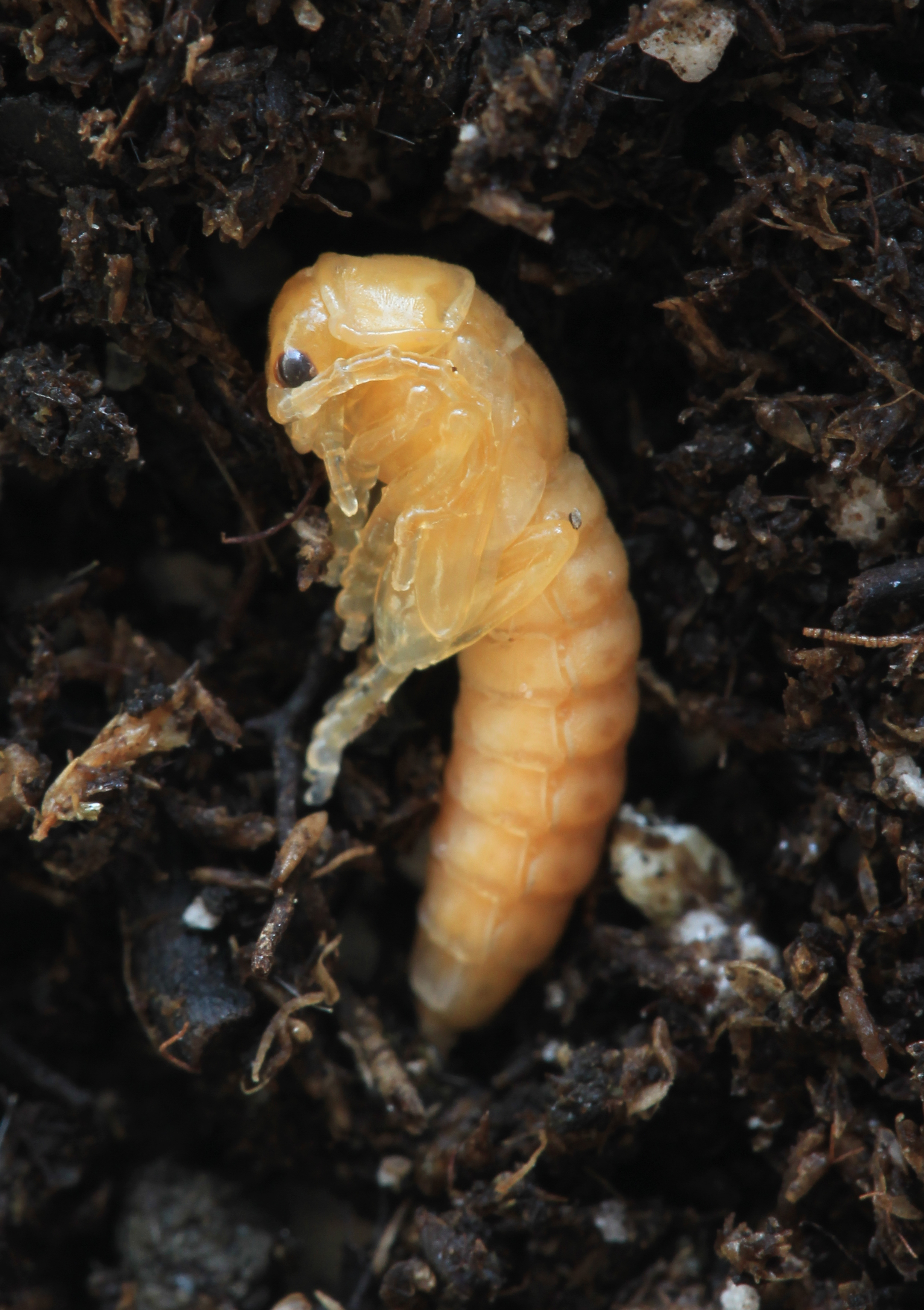
Nymphe de Cantharis rufa

Chez certaines espèces, la larve s'enfouit dans le sol et se construit une petite cavité circulaire pour entamer sa transformation en nymphe. La nymphe ressemble à l'adulte et est généralement de couleur pâle, avec les pattes et les antennes recroquevillées sur son corps. Elle est restreinte en mouvement, souvent immobile et n'a pas de mandibule. C'est donc un stade très sensible pour la prédation. La durée du stade nymphal peut varier selon les espèces et les conditions environnementales.

### Rôles écologiques
Ce sont des coléoptères vivement appréciés par les jardiniers comme agents de lutte biologique contre un certain nombre d'insectes ravageurs. De plus, les adultes peuvent contribuer à la pollinisation de certaines plantes.

## Comportements
Les adultes et les larves ont développé un système efficace de défense chimique contre les prédateurs. Ils possèdent des glandes qui sécrètent une substance répulsive mauvaise au goût qui les rendent beaucoup moins appétissants.

## Répartition et distribution
On retrouve plus de 5000 espèces de Cantharidae dans le monde. En Amérique du Nord, on retrouve près de 475 espèces divisées en 25 genres.

## Classification
La classification est sujette aux changements. Les informations présentées ont été compilées à partir de plusieurs ouvrages et de sites d'informations scientifiques,.
Sous-famille Cantharinae
- Tribe Cantharini Imhoff, 1865
  - Ancistronycha Märkel, 1851
  - Armidia Mulsant, 1862
  - Atalantycha Kazantsev, 2005
  - Athemus Lewis, 1895
  - Boveycantharis Wittmer, 1969
  - Cantharis Linnaeus, 1758
  - Cantharomorphus Flori, 1914
  - Cordicantharis Svihla, 1999
  - Cratosilis Motschulsky, 1860
  - Cultellunguis McKey-Fender 1950
  - Cyrtomoptera Motschulsky, 1839
  - Lycocerus Gorham, 1889
  - Metacantharis Bourgeois, 1886
  - Occathemus Svihla, 1999
  - Pacificanthia Kazantsev, 2002
  - Pakabsidia Wittmer, 1972
  - Podistra Motschulsky, 1839
  - Rhagonycha Eschscholtz, 1830
  - Rhaxonycha Motschulsky, 1860
  - Sinometa Wittmer, 1969
  - Taiwanocantharis Wittmer, 1984
  - Themus Motschulsky, 1857
- Tribe Podabrini Imhoff, 1856
  - Asiopodrabrus Wittmer, 1982
  - Dichelotarsus Motschulsky, 1859
  - Hatchiana Fender 1966
  - Fissocantharis Pis, 1921
  - Micropodabrus Pic, 1920
  - Podabrus Westwood, 1838

Sous-famille Chauliognathinae LeConte, 1861
- Tribe chauliognathini Leconte, 1861
  - Belotus Gorham 1881
  - Chauliognathus Hentz, 1830
- Tribe Ichthyurini Champion, 1915
  - Ichthyurus Westwood, 1848 
  - Malthoichthyurus Pic, 1919
  - Microichthyurus Pic, 1919
  - Pseudocerocoma Pic, 1919
  - Trypheridium Brancucci, 1985
  - Trypherus LeConte, 1851

Sous-famille Dysmorphocerinae Brancucci, 1980
- Afronycha Wittmer, 1949
- Asilis Broun, 1893
- Compsonycha Wittmer, 1949
- Dysmorphocerus Solier in Gay, 1849
- Flabelloontelus Pic, 1911
- Geigyella Wittmer, 1972
- Hansasilis Pic, 1939
- Heteromastix Boheman, 1858
- Hyponotum Wittmer, 1949
- Micronotum Wittmer, 1969
- Neoontelus Wittmer, 1972
- Oontelus Solier in Gay, 1849
- Plectocephalon Pic, 1914
- Plectonotum Gorham in Whymper, 1892

Sous-famille Malthininae Kiesenwetter, 1852
- Tribe Malchinini  Brancucci, 1980
  - Macrocerus Motschulsky, 1845
  - Malchinus Kiesenwetter in Erichson, 1863
- Tribe Malthinini Kiesenwetter, 1852
  - Caccodes Sharp, 1885
  - Malthinus Latreille, 1806
- Tribe Malthodini Böving & Craighead, 1931
  - Frostia Fender 1951
  - Malthodes Kiesenwetter, 1852

Sous-famille Silinae Mulsant, 1862
- - Mimopolemius Pic 1921
  - Pachymesiosilis Pic, 1911
  - Sphaerarthrum Waterhouse, 1884
- Tribe Silini Mulsant, 1862
  - Electrosilis Kazantsev, 2013
  - Crudosilis Kazantsev, 1994
  - Discodon Gorham, 1881
  - Ditemnus LeConte, 1861
  - Plectonotum Gorham in Whymper, 1892
  - Podosilis Wittmer, 1978
  - Polemius LeConte, 1851
  - Silis Charpentier, 1825
- Tribe Tytthonyxini Arnett, 1962
  - Tytthonyx LeConte, 1851